# Carol Rich
Carol Rich (Villorsonnens, 15 februari 1962) is een Zwitsers zangeres.

## Biografie
Rich genoot een klassieke zangopleiding aan het conservatorium van Fribourg. In 1984 nam ze deel aan de Zwitserse preselectie voor het Eurovisiesongfestival. Met het nummer Tokyo boy eindigde ze als zevende. Drie jaar later zou ze opnieuw haar kans wagen. Met Moitié, moitié won ze de finale, waardoor ze Zwitserland mocht vertegenwoordigen op het Eurovisiesongfestival 1987, dat gehouden werd in de Belgische hoofdstad Brussel. Ze eindigde als zeventiende.
In 1990 verhuisde ze naar Parijs, waar ze twee kinderen zou krijgen. Na een lange pauze keerde ze terug in de muziekwereld aan het begin van de eeuwwisseling.